# Słowacy
Słowacy (słow. Slováci) – naród słowiański, zamieszkujący głównie Słowację – stanowią 86% jej mieszkańców (4,5 mln); mniejszości słowackie zamieszkują także Czechy, Węgry, Serbię i Polskę (Orawa i Spisz – około 1700 osób). Mówią językiem słowackim. Większość Słowaków jest rzymskimi katolikami, mniejszość stanowią protestanci i grekokatolicy czy wyznawcy rodzimej wiary; niemal 1/4 osób deklaruje brak przynależności do jakiegokolwiek wyznania.
Nitrzanie, plemię słowiańskie zamieszkujące nad rzeką Nitrą (okolice miasta Nitry w dzisiejszej Słowacji), byli głównym plemieniem inicjującym powstanie narodu słowackiego.

## Etymologia
Nazwa pochodzi od nazwy ogólnej Słowian (podobnie jak i: Słoweńcy, Słowińcy, Słowienie) ← według Jana Otrębskiego od pierwotnego *Slověne z Ѣ, zachowana też w formach słowackich, gdzie obok Slovák - Słowak, występuje forma żeńska Slovenka, a przymiotnik „słowacki” brzmi slovenský. Forma Słowacy znana jest od co najmniej XV wieku. W XVI wieku i następnych nazwa Słowak używana była w szerokim znaczeniu: Słowianin, np. u Hieronima Spiczyńskiego w O ziołach tutejszych i zamorskich i mocy ich z 1556 r.: ... bowiem byś też wszystek świat chciał skrzyżować, wszędzie najdziesz temu językowi [tj. polskiemu] Słowaka - towarzysza. Jeszcze w słowniku Lindego z 1812 r. Słowak było formą oboczną do Słowianin, zaś w języku czeskim nazwa Słowacy w znaczeniu Słowianie występuje w Biblii kralickiej z 1579 r.
Nazwa Słowak bywała w języku polskim i czeskim stosowana również w odniesieniu do Słoweńców i Chorwatów. Określenie Słowak w tym znaczeniu stosował prymas Stanisław Karnkowski (1593 r.) i ks. Stanisław Dominik Kleczewski (1763 r.) oraz Václav Hájek w swej kronice z 1541 roku.
Maciej Stryjkowski pisał w swej Kronice polskiej, litewskiej, żmudzkiej i wszystkiej Rusi z 1582 r.: Słowaków tam naszych przodków wszędzie pełno w Tracyjskich i Bułgarskich ziemiach szeroko między Bałchanami górami mieszkających. Istniała też forma oboczna Sławak (prawdopodobnie przez skojarzenie z wyrazem sława), w dziele Zrdcadlo slawného margkrabstij Morawského (1593 r.) Bartosz Paprocki pisał: Slavácy to jest národ sláwy weliký. Wyraz Słowak ma zdaniem Otrębskiego tę samą budowę co staropolski wyraz swak (obecnie szwagier), pochodzący od prasłowiańskiego źródłosłowu *svěn. Słowacy mówiący narzeczem wschodniosłowackim (zbliżonym do języka polskiego) używają też formy Słowiak, na polskim obszarze językowym ta forma używana jest m.in. na Spiszu, Orawie, Podhalu i Żywiecczyźnie. Postać Słowiak jest jednak używana także w stosunku do Rusnaków, tj. węgierskich Rusinów.

## Osoby narodowości słowackiej
- Ján Bahýľ – wynalazca
- Štefan Banič – wynalazca
- Ivan Bella – inżynier, pilot, pułkownik Armii Republiki Słowackiej, kosmonauta
- Eugene Cernan – kosmonauta
- Ladislav Chudík – słowacki aktor teatralny i filmowy
- Dominika Cibulková – tenisistka
- Rudolf Dilong – poeta, publicysta, franciszkanin
- John Dopyera – wynalazca, lutnik, przedsiębiorca
- Alexander Dubček – działacz polityczny, z zawodu inżynier
- Mikuláš Dzurinda – polityk
- Marek Hamšík – piłkarz
- Daniela Hantuchová – tenisistka
- Maksymilian Hell – uczony, jezuita
- Pavol Országh Hviezdoslav – poeta, dramatopisarz, tłumacz
- Juraj Jakubisko – reżyser, scenarzysta i operator filmowy
- Juraj Jánošík – karpacki zbójnik, słowacki bohater narodowy
- Jan Jessenius – lekarz, filozof, polityk
- Janko Matúška – poeta, wychowawca, urzędnik
- Mistrz Paweł z Lewoczy – średniowieczny rzeźbiarz i malarz
- Jozef Murgaš – fizyk, malarz, wynalazca
- Peter Sagan – kolarz
- Adriana Sklenaříková-Karembeu – modelka, aktorka
- Milan Rastislav Štefánik – polityk i wojskowy, z wykształcenia inżynier i astronom
- Aurel Stodola – inżynier, fizyk, wynalazca
- Ľudovít Štúr – pisarz, publicysta, działacz narodowy, językoznawca
- Jozef Gregor Tajovský – pisarz, poeta, nauczyciel, urzędnik, polityk
- Jozef Tomko – duchowny rzymskokatolicki, doktor teologii i prawa kanonicznego
- Martin Vaculík - żużlowiec
- Petra Vlhová – narciarka alpejska

## Literatura
- Słowackie ministerstwo spraw zagranicznych
- Slovaks in the US. census.gov. [zarchiwizowane z tego adresu (2004-09-20)]. PDF
- Slovaks in Czech Republic. cia.gov. [zarchiwizowane z tego adresu (2020-05-16)].
- Slovaks in Serbia
- Claude Baláž: Slovenská republika a zahraniční Slováci. 2004, Martin
- Claude Baláž: (a series of articles in:) Dilemma. 01/1999 – 05/2003
- Roman Zawiliński, Słowacy: ich życie i literatura. Z przedm. J. A. Świẹcickiego, Warszawa 1899